# IC 4824
IC 4824 — галактика типу IBm (змішана іррегулярна витягнута галактика) у сузір'ї Павич.
Цей об'єкт міститься в оригінальній редакції індексного каталогу.